# Nederlandse Antillen op de Olympische Zomerspelen 2000
De Nederlandse Antillen nam deel aan de Olympische Zomerspelen 2000 in Sydney, Australië. Het was de elfde deelname aan de Zomerspelen.
Acht olympiërs werd ingeschreven voor deze editie, zeven namen uiteindelijk aan de wedstrijden deel. Zwemster Tessa Solomon zou niet starten op de 100m rugslag. De andere zeven kwamen uit in de atletiek, paardensport, schietsport, triatlon, zeilen en zwemmen. Michel Daou nam voor de derde keer deel, Howard Hinds voor de tweede keer en de andere vijf waren debutanten op de Spelen.

## Deelnemers & Resultaten
(m) = mannen, (v) = vrouwen 
| Sport        | Olympiër (deelname) | Discipline     | Resultaat | Prestatie                                                              |
| ------------ | ------------------- | -------------- | --------- | ---------------------------------------------------------------------- |
| Atletiek     | Caimin Douglas (1)  | 100 m (m)      | 70e tijd  | series: 10,69                                                          |
| Atletiek     | Florencia Hunt (1)  | 800 m (v)      | 27e tijd  | series: 2.03,78 NR                                                     |
| Paardensport | Eddy Stibbe (1)     | eventing       | 13e       | na dressuur: 53.80 pnt. na veldrit: 58.60 pnt. na springen: 71.60 pnt. |
| Schietsport  | Michel Daou (3)     | dubbeltrap (m) | 22e       | 121 pnt.: 36 - 43 - 42                                                 |
| Triatlon     | Roland Melis (1)    | mannen         | 45e       | 1:56.11,95                                                             |
| Zeilen       | Cor van Aanholt (1) | laser (open)   | 36e       |                                                                        |
| Zwemmen      | Howard Hinds (2)    | 50 m vrij (m)  | series    | series: 24,07                                                          |
| Zwemmen      | Howard Hinds (2)    | 100 m vrij (m) | series    | series: 52,52                                                          |

De op de 100 m rug (v) ingeschreven Tessa Solomon nam niet aan de wedstrijden deel.
Albanië · Algerije · Amerikaanse Maagdeneilanden · Amerikaans-Samoa · Andorra · Angola · Antigua en Barbuda · Argentinië · Armenië · Aruba · Australië · Azerbeidzjan · Bahama's · Bahrein · Bangladesh · Barbados · België · Belize · Benin · Bermuda · Bhutan · Bolivia · Bosnië en Herzegovina · Botswana · Brazilië · Britse Maagdeneilanden · Brunei · Bulgarije · Burkina Faso · Burundi · Cambodja · Canada · Centraal-Afrikaanse Republiek · Chili · China · Chinees Taipei · Colombia · Comoren · Congo-Brazzaville · Congo-Kinshasa · Cookeilanden · Costa Rica · Cuba · Cyprus · Denemarken · Djibouti · Dominica · Dominicaanse Republiek · Duitsland · Ecuador · Egypte · El Salvador · Equatoriaal-Guinea · Eritrea · Estland · Ethiopië · Fiji · Filipijnen · Finland · Frankrijk · Gabon · Gambia · Georgië · Ghana · Grenada · Griekenland · Groot-Brittannië · Guam · Guatemala · Guinee · Guinee‑Bissau · Guyana · Haïti · Honduras · Hongarije · Hongkong · Ierland · IJsland · India · Indonesië · Irak · Iran · Israël · Italië · Ivoorkust · Jamaica · Japan · Jemen · Joegoslavië · Jordanië · Kaaimaneilanden · Kaapverdië · Kameroen · Kazachstan · Kenia · Kirgizië · Koeweit · Kroatië · Laos · Lesotho · Letland · Libanon · Liberia · Libië · Liechtenstein · Litouwen · Luxemburg · Macedonië · Madagaskar · Malawi · Malediven · Maleisië · Mali · Malta · Marokko · Mauritanië · Mauritius · Mexico · Micronesië · Moldavië · Monaco · Mongolië · Mozambique · Myanmar · Namibië · Nauru · Nederland · Nederlandse Antillen · Nepal · Nicaragua · Nieuw-Zeeland · Niger · Nigeria · Noord-Korea · Noorwegen · Oeganda · Oekraïne · Oezbekistan · Oman · Oostenrijk · Pakistan · Palau · Palestina · Panama · Papoea-Nieuw-Guinea · Paraguay · Peru · Polen · Portugal · Puerto Rico · Qatar · Roemenië · Rusland · Rwanda · Saint Kitts en Nevis · Saint Lucia · Saint Vincent en Grenadines · Salomonseilanden · Samoa · San Marino ·  Sao Tomé en Principe · Saoedi-Arabië · Senegal · Seychellen · Sierra Leone · Singapore · Slovenië · Slowakije · Soedan · Somalië · Spanje · Sri Lanka · Suriname · Swaziland · Syrië · Tadzjikistan · Tanzania · Thailand · Togo · Tonga · Trinidad en Tobago · Tsjaad · Tsjechië · Tunesië · Turkije · Turkmenistan · Uruguay · Vanuatu · Venezuela · Verenigde Arabische Emiraten · Verenigde Staten · Vietnam · Wit-Rusland · Zambia · Zimbabwe · Zuid-Afrika · Zuid-Korea · Zweden · Zwitserland · Individuele olympische atleten